# Neostethus amaricola
Neostethus amaricola är en fiskart som först beskrevs av Villadolid och Manacop, 1934.  Neostethus amaricola ingår i släktet Neostethus och familjen Phallostethidae. Inga underarter finns listade i Catalogue of Life.